# 스바리뎬역
스바리뎬역(중국어: 十八里店站)은 베이징시 차오양구 스바리뎬 지구 스바리뎬촌에 위치하여, 계획됰 파터우 서2로(垡头西二路)를 따라 부설되어 계획된 파터우 동1로(垡头东一路) 교차로에 설치된 베이징 지하철 17호선의 지하철역으로 2021년 12월 31일에 개통되었다.

## 역 구조

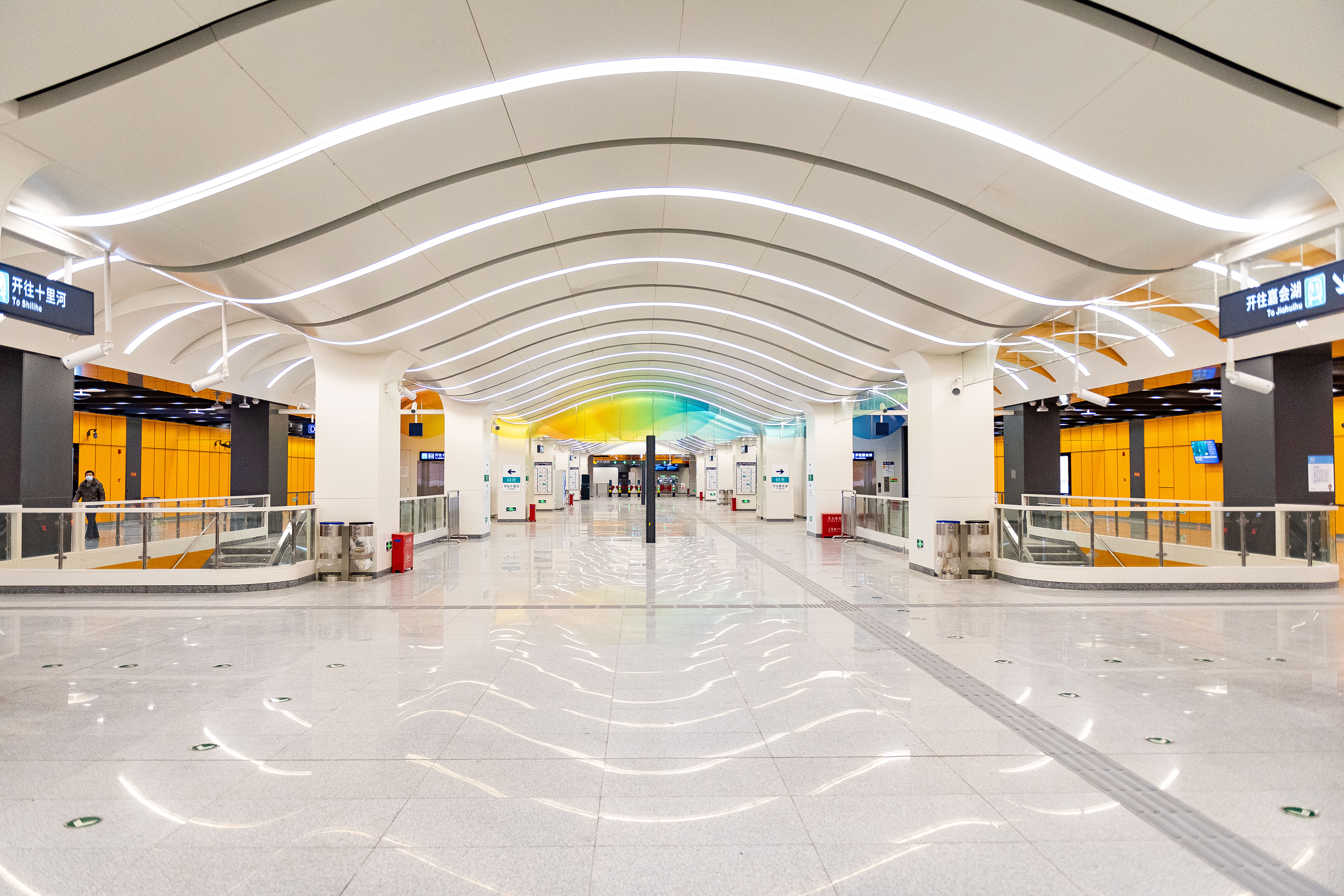
대합실

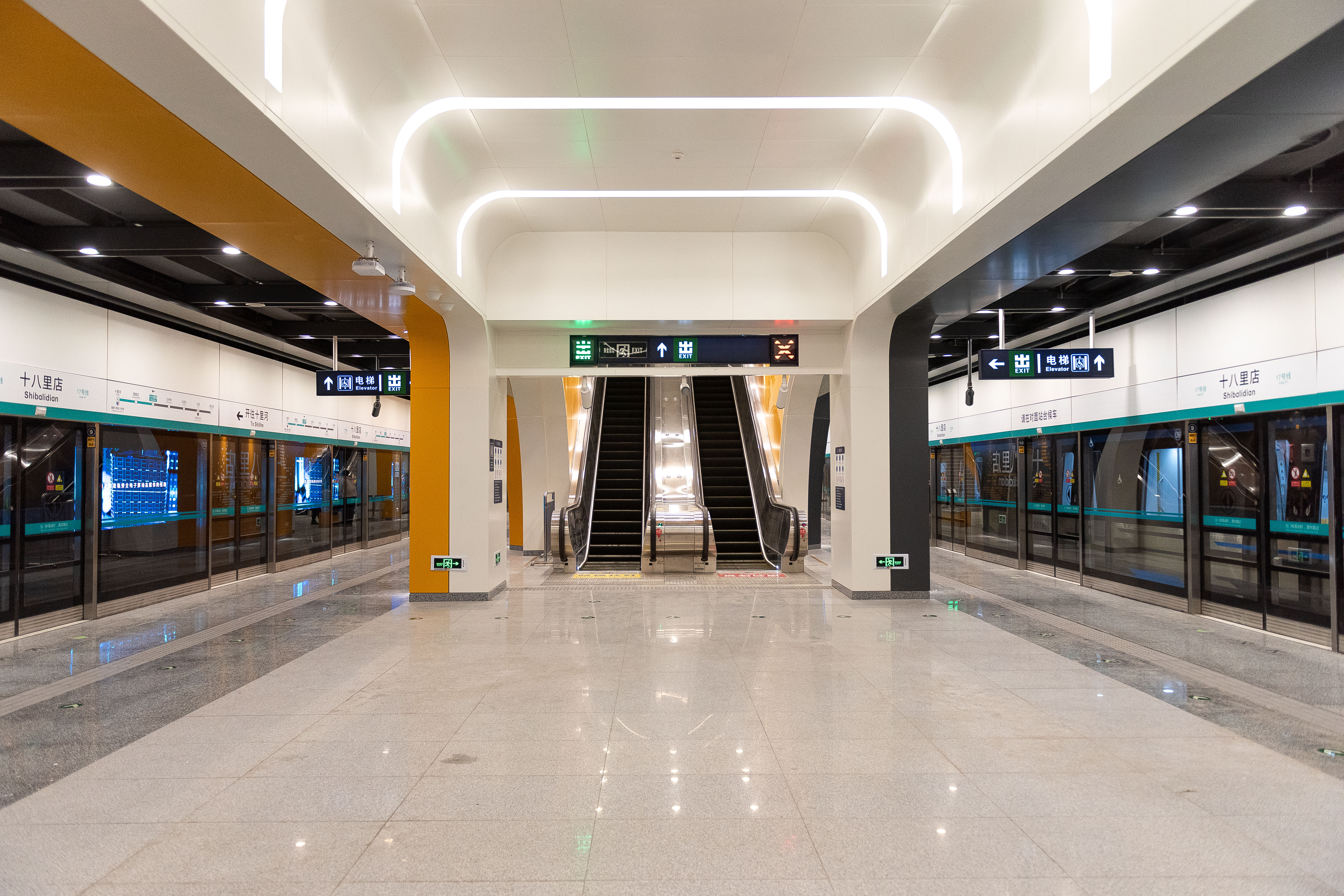
스리허 방면 승강장

본 역은 明挖 지하 2층 2면 3선 쌍섬식 역으로 북서-남동 방향으로 배치되어 총 길이는 308.41m, 유효 승강장 길이는 186m, 역 바닥 표준 구역의 매몰 깊이는 16.650m, 역 표준 구역의 폭은 23.10m, 역 중심선의 절대 높이는 17.170m이다. 이 역에는 총 4개의 출입구가 있으며 착공 당시 부지에는 도로가 없었다.。
| 지면층   | 출구                            | A—D출구                             |
| 지하 1층 | 대합실                          | 고객 센터, 자동 매표기, 출입 게이트 |
| 지하 2층 | ←                               | ■ 17호선 스리허 방면 (저우자좡)     |
| 지하 2층 | 섬식 승강장, 왼쪽 출입문이 열림 |                                     |
| 지하 2층 | 여객영업하지 않는 열차용 선로   |                                     |
| 지하 2층 | 섬식 승강장, 왼쪽 출입문이 열림 |                                     |
| 지하 2층 | →                               | ■ 17호선 자후이후 방면 (베이선수)   |

## 출입구
이 역에는 3개의 출입구가 있으며 그 중 A출구는 버스 정류장과 보행자 출구에서 가장 가깝다. 역 동쪽의 라오준탕촌(老君堂村) 주민들은 남로 봉쇄로 인해 4개의 울타리를 통과하고 펑솽 철도를 건너야 한다.
|                         |                    |                          |      |             |
| 출구                    | 지시               | 출구 인근                | 사진 | 무장애 시설 |
| 出口 · A                | 다양팡로(大羊坊路) | 보행자 출구, 버스 정류장 |      |             |
| 出口 · C                | 다양팡로           |                          |      |             |
| 出口 · D                | 다양팡로           |                          |      | 빈칸        |
| 아이콘 설명: 엘리베이터 |                    |                          |      |             |

## 역사
이번 역의 공사명은 차오양강역(朝阳港站)이었다.2021년 7월 19일, 베이징 기획 및 천연 자원 위원회는 이 역을 공식적으로 스바리뎬역으로 결정하였다.